# پالین مری
پالین مُری (انگلیسی: Pauli Murray; ۲۰ نوامبر ۱۹۱۰ – ۱ ژوئیهٔ ۱۹۸۵) با نام کامل آنا پالین مری وکیل، نویسنده، شاعر، کشیش کلیسا و استاد دانشگاه اهل ایالات متحده آمریکا بود.
مری در سال ۱۹۷۷ نخستین زن سیاه‌پوستی بود که به عنوان کشیش مقدس شناخته شد و همچنین او جزو اولین گروه زنانی بود که در آن کلیسا کشیش شد.

## زندگی

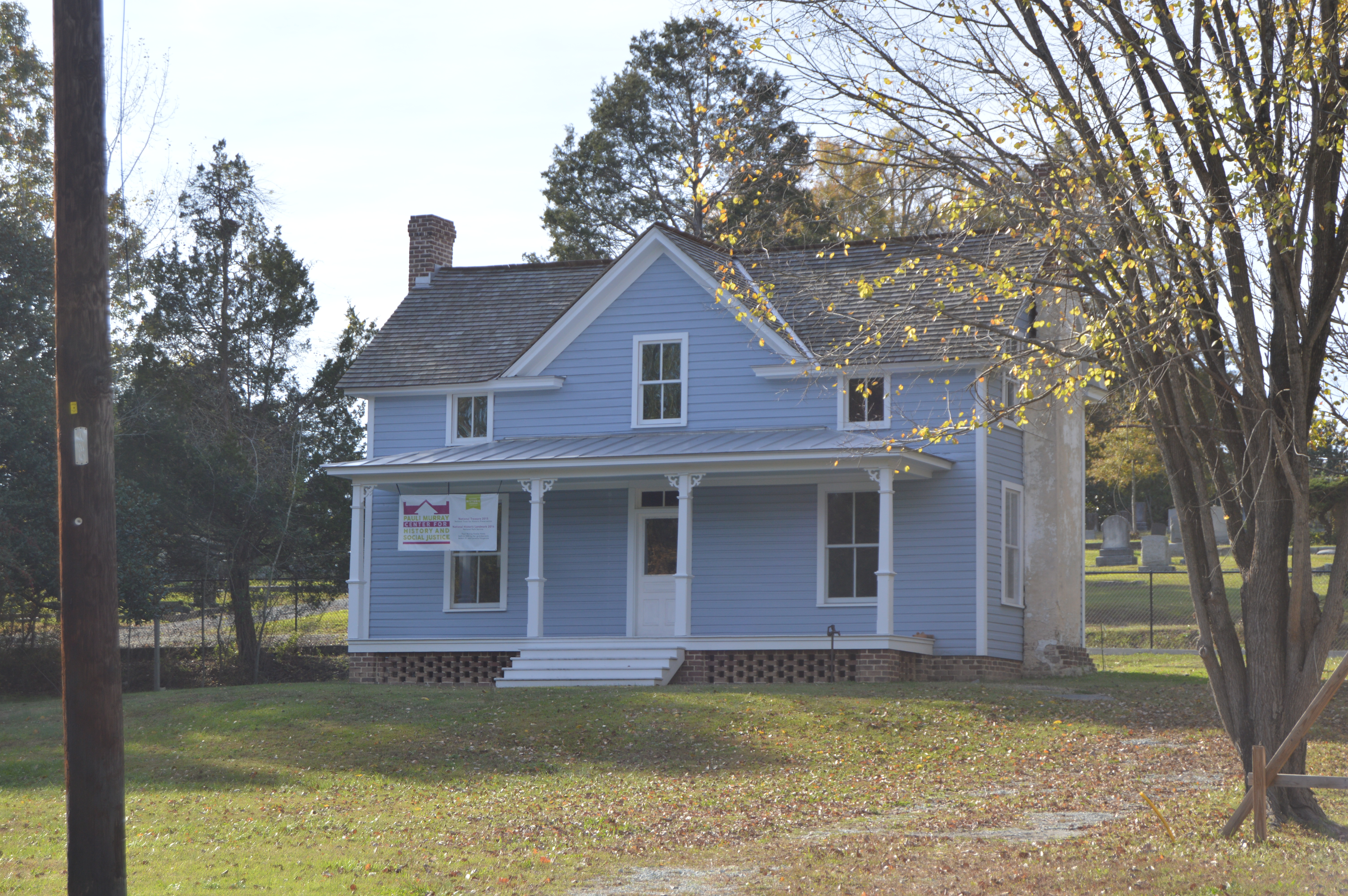
خانه‌ای که مری در دورهام، کارولینای شمالی در آن زندگی می‌کرد

آنا پالین مری در بالتیمور، مریلند آمریکا به دنیا آمد. در سن ۱۶ سالگی به نیویورک رفت و در کالج هانتر مشغول به تحصیل شد. در سال ۱۹۳۳ لیسانس هنر را در انگلیس دریافت کرد. در سال ۱۹۴۰ به دلیل اعتراض به جداسازی سیاه پوستان در اتوبوس‌های شهری، دستگیر شد.
این حادثه و درگیری بعدی وی با لیگ دفاع از کارگران سوسیالیست، باعث شد که او در زمینه وکیل مدافع حقوق مدنی مشغول شود.
او به دلیل سیاه‌پوست بودن از فرصت تحصیل در دانشگاه هاوارد منع شد. مدرک کارشناسی ارشد خود را در دانشگاه کالیفرنیا به دست آورد و در سال ۱۹۶۵ به عنوان اولین زن سیاه‌پوست دکترای حقوق را از دانشگاه حقوق دریافت کرد. در سال ۱۹۷۳ موری وارد فعالیت‌های کلیسا شد و در میان نسل اول کشیش‌های زن بود.

## افتخارات
- جان اف کندی رئیس‌جمهور ایالات متحده، مری را به کمیته ریاست جمهوری در مورد وضعیت زنان در سال ۱۹۶۱ منصوب کرد.[۲]
- در سال ۲۰۱۵، خانه ای که ماری دوران کودکی خود را در آن سپری کرده بود به نام گنج ملی نام گذاری شد.
- در دسامبر ۲۰۱۶، خانه خانواده ماری، به عنوان یک نشان ملی تاریخی نامگذاری شد.
- در سال ۲۰۱۸ از طرف پروژه ملی زنان، ماری به عنوان یکی از افتخارات تاریخ زنان در ایالات متحده آمریکا انتخاب شد.

## درگذشت
آنا پالین مری اول ژوئیه ۱۹۸۵ در اثر سرطان در گذشت.